# Magdaléna Hajóssyová
Magdaléna Hajóssyová (Bratislava, 25 de juliol de 1946) és una soprano eslovaca que ha tingut una carrera internacional activa en òperes, concerts i recitals des de finals dels anys 60. Ha estat particularment activa a l'Òpera Estatal de Praga, on ha estat una artista principal des del 1972. També va tenir una societat llarga i fructífera amb la Staatsoper Unter den Linden que va començar el 1975. El 1977, 1981 i 1987, va guanyar el premi de la Crítica de Berlín pels seus rols de Margarete a Faust de Charles Gounod, Elektra a Idomeneo de Mozart, Euryanthe de Carl Maria von Weber i Iphigénie en Aulide de Christoph Willibald Gluck.
El 1974 Hajóssyová va rebre el Premi de Cultura Eslovaca i el 2003 va rebre el Premi Rad Bieleho del Govern d'Eslovàquia pel seu treball en interpretar i popularitzar la música eslovaca a l'escenari internacional. També ha estat guardonada amb el Premi Nacional de la República Democràtica Alemanya i el J.W. Premi Goethe. Actualment és la presidenta del departament de música vocal de l'Acadèmia d'Arts Escèniques de Praga. Diversos dels seus estudiants han tingut carreres reeixides, entre elles Anda-Louise Bogza.

## Carrera
Hajóssyová va estudiar cant amb M. Smutná-Vloká i A. Hrussovskáat a l'Acadèmia de Música de Bratislava abans de debutar a l'òpera professional l'any 1967 com Barče a Hubička de Bedřich Smetana al "Národní divadlo Brno". Va cantar en aquella casa durant els quatre anys següents, i va marxar el 1971 per unir-se a la llista de cantants principals del Teatre Nacional Eslovac de la seva ciutat natal. Va debutar al Teatre Nacional com a Mařenka a Prodaná nevěsta (La núvia venuda) de Smetana. Va romandre allà només un any, cantant sobretot papers d'òperes txeques i eslovaques de Smetana, Antonín Dvořák, Ján Cikker i Eugen Suchoň.
L'any 1972, Hajóssyová va acceptar un contracte a l'Òpera Estatal de Praga, i des d'aleshores ha continuat actiu a aquesta casa. Entre els molts papers que ha cantat hi ha la comtessa Almaviva a Les noces de Fígaro, Donna Anna i Donna Elvira a Don Giovanni, Fiordiligi a Così fan tutte, Leonore a Fidelio, Mařenka, Míla Valková a Destiny de Leoš Janáček, Sophie a Werther, Vitellia a La clemenza di Tito, Xenie Mníškova a Dimitrij, el paper principal a Rusalka i molts papers en òperes de Cikker.
El 1975, Hajóssyová va debutar a l'Òpera Estatal de Berlín i tres anys més tard va ser nomenada membre permanent de la companyia. Va ser especialment admirada per la seva interpretació de les heroïnes de Mozart a aquella casa, apareixent en set òperes diferents de Mozart amb la companyia. Va ser especialment elogiada per la seva interpretació dels papers d'Elettra a Idomeneo. També ha fet diverses gires amb la companyia, inclosa una gira al Japó. Va retratar notablement el paper principal a Euryanthe de Carl Maria von Weber per a la reobertura de l'òpera de Berlín reacondicionada el 1986. Un altre gran triomf per a ella a Berlín va ser el paper d'Iphigenie a la producció de 1987 de Iphigénie en Aulide de Gluck. Alguns dels seus altres papers a Berlín inclouen Elsa a Lohengrin de Richard Wagner, Eva a Els mestres cantaires de Nuremberg, Gräfin Madeleine a Capriccio, Violetta a La traviata i el paper principal a Arabella.
Hajóssyová també ha treballat àmpliament com a artista freelance en l'escena internacional. Entre els seus debuts destacables destaquen l'Òpera Estatal de Viena (1976), el Teatre Bolshoi (1979), l'Òpera Estatal de Baviera (1981), el Palais Garnier (1983), el Festival de l'Òpera de Las Palmas (1985) i el Liceu (1988). A més ha aparegut en l'escenari de concerts amb les principals orquestres simfòniques d'Anglaterra, Àustria, Bèlgica, França, Alemanya, Grècia, Hongria, Japó, els Països Baixos, Espanya i Itàlia.

## Enregistraments
- Rèquiem de Mozart: a